# 729 Watsonia
729 Watsonia è un asteroide della fascia principale del diametro medio di circa 49,15 km. Scoperto nel 1912, presenta un'orbita caratterizzata da un semiasse maggiore pari a 2,7605166 UA e da un'eccentricità di 0,0950764, inclinata di 18,05955° rispetto all'eclittica.
Il suo nome è in onore dell'astronomo statunitense James Craig Watson.